# Fray Lorenzo
Fray Lorenzo es un personaje ficticio de la obra Romeo y Julieta de William Shakespeare.

## Papel en la obra
Fray Lorenzo es un fraile franciscano que interpreta el papel de un sabio consejero de Romeo y Julieta, además de ayudar en los principales desarrollos de la trama.
Sólo, él presagia los eventos más tarde, trágicos de la obra con su soliloquio sobre las plantas y sus similitudes con los humanos. Cuando Romeo le pide al fraile que se va a casar con Julieta, él se sorprende, porque solo unos días antes, Romeo se había enamorado de Rosalina, una mujer que no le devolvió el amor. Sin embargo, Fray Lorenzo decide casar a Romeo con Julieta en el intento de detener la disputa civil entre los Capuleto y los Montesco.
Cuando Romeo es desterrado por matar a Teobaldo y huir a Mantua, Fray Lorenzo intenta ayudar a los dos amantes a volver a estar juntos usando una poción para fingir la muerte de Julieta. El fraile le envía una carta a Romeo explicando la situación, pero no le llega porque la gente de Mantua sospecha que el mensajero vino de una casa infectada con la plaga, y Fray Lorenzo no puede llegar a la casa de los Capuleto. Más tarde, Romeo mata al conde Paris, a quien encuentra llorando cerca del cadáver de Julieta, luego se suicida, bebiendo el veneno que compró de un boticario empobrecido, sobre lo que él piensa es el cadáver de Julieta. Fray Lorenzo llega justo cuando Julieta se despierta de su coma inducido químicamente. Insta a Julieta a que no sea apresurada y se una a una sociedad de monjas, pero oye un ruido de afuera y luego huye de la tumba. Julieta luego se mata con la daga de Romeo, completando la tragedia. El fraile se ve obligado a regresar a la tumba, donde cuenta toda la historia del amor prohibido de ambos al príncipe Escala y a todos los Montesco y los Capuleto. Al terminar, el príncipe proclama: "Todavía te conocemos por un hombre santo".

## Medidor
Shakespeare usa una variedad de formas poéticas a lo largo de la obra. Comienza con un prólogo de 14 líneas en forma de un soneto de Shakespeare, hablado por un coro. La mayoría de Romeo y Julieta están, sin embargo, escritas en verso en blanco y gran parte en un estricto pentámetro yámbico, con una variación menos rítmica que en la mayoría de las obras posteriores de Shakespeare. Al elegir las formas, Shakespeare relaciona la poesía con el personaje que la usa. Fray Lorenzo, por ejemplo, usa formas de sermones y sentencias, y la nodriza de Julieta usa una forma única de verso en blanco que se aproxima mucho al habla coloquial.

## Actores que interpretaron el papel

### Cine y televisión
- Henry Kolker, en la versión de 1936, de George Cukor.
- Milo O'Shea, en la versión de 1968, de Franco Zeffirelli.
- Pete Postlethwaite interpretó el papel de Padre Lorenzo, el personaje de Fray Lorenzo en la adaptación modernizada William Shakespeare's Romeo + Juliet de 1996, de Baz Luhrmann.
- César Bordón interpretó el papel de Padre Antonio, el personaje de Fray Lorenzo en la telenovela argentina homónima del 2007, ambientado en el mundo moderno.
- Paul Giamatti, en la versión de 2013, de Carlo Carlei.
- Juan José Rodríguez ,en la versión 2.023/2024 Comedia Musical Venado Tuerto , Santa Fe ,Argentina